# Seznam narodnih herojev Jugoslavije (Ž)
Seznam narodnih herojev Jugoslavije, katerih priimki se začnejo na črko Ž.

## Seznam
- Stane Žagar (1896–1942), za narodnega heroja proglašen 5. julija 1951.
- Andrej Žvan Boris (1915–1945), za narodnega heroja proglašen 27. novembra 1953.
- Miloš Ždero (1912–1944), za narodnega heroja proglašen 27. novembra 1953.
- Milan Žeželj (1917–1997), z redom narodnega heroja odlikovan 12. januara 1945.
- Tone Žerjal Tonček (1915–1942), za narodnega heroja proglašen 27. novembra 1953.
- Živko Živković (1912–1990), z redom narodnega heroja odlikovan 5. julija 1952.
- Ljubomir Živković-Ilić / Ljupče Španac (1918–1942), za narodnega heroja proglašen 20. decembra 1951.
- Tomaš Žižić (1909–1942), za narodnega heroja proglašen 20. decembra 1951.
- Slobodan Žilnik (1919–1944), za narodnega heroja proglašen 6. julija 1953.
- Batrić Žugić (1912–1942), za narodnega heroja proglašen 27. novembra 1953.
- Komnen Žugić (1923–1946), za narodnega heroja proglašen 27. novembra 1953.
- Boško Žunić (1920–1943), za narodnega heroja proglašen 23. julija 1952.